# Shaft (azienda)
Shaft (有限会社シャフト?, Yūgen-gaisha Shafuto) è uno studio di animazione giapponese fondato il 1º settembre 1975 da Hiroshi Wakao, un animatore della Mushi Production. Lo studio all'inizio fu creato per il completamento di un'opera, nell'animazione e nel disegno, da parte di altri studi, tuttavia nel tardo 1980 cominciò anche a produrre nuove serie, la prima delle quali fu Yume kara samenai (夢から、さめない?, Yume kara samenai) nel 1987.
Notevole è l'uso di situazioni tipicamente giapponesi, di cartelli visivi quasi infiniti, che hanno una notevole importanza, di bande nere e cambi frequenti di prospettiva, che ormai nel fantabosco delle produzioni animate sono diventate il marchio di fabbrica di questa compagnia; esempio per tutti Monogatari.
Shaft ha anche avuto una piccola collaborazione con Gainax nella produzione di edizioni in DVD di Top o Norae! Gunbuster nel 2000. Dal 2001 al 2005 Shaft ha prodotto diverse serie insieme alla Gainax, tra cui Mahoromatic, Kono minikuku mo utsukushii sekai e Kore ga Watashi no Goshujin-sama. Dopo il ritiro di Hiroshi Wakao nel 2004, Mitsutoshi Kubota ne è diventato l'attuale direttore.

## Anime

### Produzioni proprie
- Yume kara samenai (OVA, 1987)
- Juuni senshi bakuretsu eto ranger (TV, 1995)
- Initial D Extra Stage (OVA, 2000)
- Dotto Koni-chan (TV, 2000)
- Mahoromatic serie (co-prodotta con Gainax)
  - Mahoromatic: Automatic Maiden (TV, 2001)
  - Mahoromatic: Something More Beautiful (TV, 2002)
  - Mahoromatic: Summer Special (OVA, 2003)
- Arcade Gamer Fubuki (TV, 2002)
- G-On Riders (TV, 2002, joint production with TNK)
- Popotan (TV, 2003)
- Kono minikuku mo utsukushii sekai (TV, 2004) (co-prodotta con Gainax)
- Tsukuyomi -Moon Phase- (TV, 2004)
- Kore ga watashi no Goshujin-sama (TV, 2005) (co-prodotta con Gainax)
- Pani Poni Dash! (TV, 2005)
- Rec (TV, 2006)
- Negima serie
  - Mahō Sensei Negima! Haru (OVA, 2006)
  - Mahō Sensei Negima! Natsu (OVA, 2006)
  - Negima!? (TV, 2006)
  - Mahō Sensei Negima!: Shiroki Tsubasa Ala Alba (OAD, 2008)
  - Mahō Sensei Negima!: Mou Hitotsu No Sekai (OAD, 2009)
  - Mahō Sensei Negima! Anime Final (Film, 2011)
- Hidamari Sketch serie
  - Hidamari Sketch (TV, 2007)
  - Hidamari Sketch Special (TV, 2007)
  - Hidamari Sketch × 365 (TV, 2008)
  - Hidamari Sketch × 365 Special (TV, 2009)
  - Hidamari Sketch ×Hoshimittsu (TV, 2010)
  - Hidamari Sketch ×Hoshimittsu Special (TV, 2010)
  - Hidamari Sketch x SP (TV, 2011)
  - Hidamari Sketch x Honeycomb (TV, 2012)
  - Hidamari Sketch: Sae Hiro Sotsugyō-hen (OVA, 2013)
- Kino no tabi: Byōki no kuni -For You- (2007)
- Sayonara Zetsubō sensei serie
  - Sayonara Zetsubō sensei (TV, 2007)
  - Zoku Sayonara Zetsubō Sensei (TV, 2008)
  - Goku Sayonara Zetsubō Sensei (OVA, 2008)
  - Zan Sayonara Zetsubō Sensei (TV, 2009)
  - Zan Sayonara Zetsubō Sensei Bangaichi (OVA, 2009)
- Ef: A Fairy Tale of the Two. serie
  - ef - a tale of memories (TV, 2007)
  - ef - a tale of melodies (TV, 2008)
- Shina Dark (Videoclip, 2008
- Maria Holic serie
  - Maria†Holic (TV, 2009)
  - Maria†Holic: Alive (TV, 2009)
- Natsu no arashi serie
  - Natsu no Arashi! (TV, 2009)
  - Natsu no arashi! Akinai-chū (TV, 2009)
- Monogatari serie
  - Bakemonogatari (TV, 2009)
  - Nisemonogatari (TV, 2012)
  - Nekomonogatari (Kuro) (TV, 2012)
  - Monogatari Series Second Season (TV, 2013)
  - Hanamonogatari (TV, 2014)
  - Tsukimonogatari (TV, 2014)
  - Owarimonogatari (TV, 2015)
  - Koyomimonogatari (ONA, 2016)
  - Kizumonogatari Parte I: Tekketsu (Film, 2016)
  - Kizumonogatari Parte II: Nekketsu (Film, 2016)
  - Kizumonogatari Parte III: Reiketsu (Film, 2017)
  - Owarimonogatari Second Season (TV, 2017)
  -  Zoku Owarimonogatari (Film, 2018)
  - Monogatari Series Off & Monster Season (2024)
- Arakawa Under the Bridge serie
  - Arakawa Under the Bridge (TV, 2009)
  - Arakawa Under the Bridge x Bridge (TV, 2010)
- Dance in the Vampire Bund (TV, 2010)
- Eppur... la città si muove! (TV 2010)
- Puella Magi Madoka Magica serie
  - Puella Magi Madoka Magica (TV, 2011)
  - Puella Magi Madoka Magica - Parte 1 - L'inizio della storia (Film, 2012)
  - Puella Magi Madoka Magica - Parte 2 - La storia infinita (Film, 2012)
  - Puella Magi Madoka Magica - Parte 3 - La storia della ribellione (Film, 2013)
  - Magia Record: Puella Magi Madoka Magica Side Story (TV, 2020-2022)
  - Puella Magi Madoka Magica - Parte 4 - Walpurgis no Kaiten (Film, 2024)
- Denpa onna to seishun otoko (TV, 2011)
- Katte ni Kaizō (OVA, 2011)
- Magical Suite Prism Nana (Promo, 2012)
- Kid Icarus: Uprising -Palutena's Revolting Dinner- (ONA, 2012)
- Sasami-san@Ganbaranai (TV, 2013)
- Nisekoi serie
  - Nisekoi (TV, 2014)
  - Nisekoi: (TV, 2015)
- Mekakucity Actors (TV, 2014)
- Kōfuku Graffiti (TV, 2015)
- March Comes in Like a Lion (TV, 2016-2017)
- Kubikiri Cycle: Aoiro Savant to Zaregoto Tsukai (OAV, 2016-2017)
- Fireworks - Vanno visti di lato o dal basso? (Film, 2017)
- Fate/Extra Last Encore (TV, 2018)
- Zoku Owarimonogatari (TV, 2019)
- Assault Lily Bouquet (TV, 2020)
- Bishōnen Tanteidan (TV, 2021)
- Luminous Witches (TV, 2021)
- RWBY: Ice Queendom (TV, 2022)

### Coproduzioni
- Urusei Yatsura: Only You (1983)
- Little Twins (1992)
- The Legend of Princess Snow White (1994, 1997)
- Goal FH (1994)
- Bono Bono (1995)
- Shadow Skill (1996)
- Ginga eiyū densetsu (1996)
- La leggenda di Crystania (1996)
- Kiko-chan's Smile (1996)
- Burn-Up Excess (1997)
- La rivoluzione di Utena (1997)
- Speed Racer (1997)
- Battle athletes daiundōkai (1997)
- Sakura Mail (1997)
- Silent Möbius (1998)
- Generator Gawl (1998)
- Space Pirate Mito (1999)
- Dual! Parallel Trouble Adventure (1999)
- Il club della magia! (1999)
- Now and Then, Here and There (1999)
- Blue Gender (1999)
- Dai-Guard (1999)
- Excel Saga (1999)
- Kita e (1999)
- Boogiepop Phantom (2000)
- Daa! Daa! Daa! (2000)
- Sakura Wars (2000)
- Android Kikaider The Animation (2000)
- NieA 7 (2000)
- Saiyuki (2000)
- The SoulTaker (2001)
- Cyborg 009 (2001)
- Go! Go! Itsutsugo Land (2001)
- Shiawase sō no Okojo-san (2001)
- Seven of Seven (2001)
- Kikaider (2002)
- Girlfriend of Steel (2002)
- Spiral: Suiri no kizuna (2002)
- Heat Guy J (2003)
- Kino's Journey (2003)
- Maburaho (2003)
- Divergence Eve (2003)
- Gilgamesh (2003)
- Gigantor (2004)
- Alice Academy (2004)
- Uta Kata (2004)
- Comic Party Revolution (2005)
- Idaten Jump (2005)
- Hell Girl (2005)
- Zero no tsukaima (2006)
- Ayakashi Ayashi (2006)
- Kono aozora ni yakusoku wo (2007)
- Skull Man (2007)
- Darker than Black (2007)
- Ōkiku Furikabutte (2007)
- Deltora Quest (2007)
- Gintama (2007)
- Kodomo no jikan (2007)
- Mobile Suit Gundam 00 (2007)